# Lanczchuti
Lanczchuti (gruz. ლანჩხუთი) – miasto w zachodniej Gruzji; w regionie Guria. Miejscowość otrzymała status miasta dopiero w 1961. W mieście znajduje się fabryka konserw, zakład przetwórstwa herbaty, zakład przetwórstwa mięsa i mleka oraz cegielnia.
W mieście działa klub piłkarski Guria Lanczchuti, który w sezonie 1987 uczestniczył w rozgrywkach Wysszej Ligi SSSR, będącej najwyższą klasą rozgrywek piłkarskich w Związku Radzieckim. Siedziba gminy Lanczchuti.

## Miasta partnerskie
- Cody, Wyoming, Stany Zjednoczone
- Włodawa, Lubelszczyzna, Polska